# Tanna (illa)
Tanna és una illa de Vanuatu. Té 40 km de llarg i 19 km d'ample, amb una extensió total de 550 km². El seu punt més alt és a 1.084 m (Mount Tukosmera). És l'illa més poblada a la província de Tafea amb 20,000, i una de les més poblades del país. Isangel, la capital provincial, és a la costa oest, vroa a la ciutat més gran de l'illa, Lénakel. Mount Yasur és el volcà actiu més accessible al món, localitzat a la costa meridional.

Bandera de Tanna

## Cultura i economia
Tanna és poblada gairebé totalment per melanesis que encara mantenen el seu estil tradicional de vida. A algunes de les viles, conegudes com a kastom, on les comoditats modernes hi són restringides, els habitants duen kotekas (bislama: namba) i faldilles d'herbes, i els nens no van a les escoles públiques. Segons l'antropòleg Joël Bonnemaison, qui ha estudiat exclusivament els habitants de Tanna, llur resistència als canvis ve donada pel seu tradicional mode de veure la vida i "com ells perceben, internalitzen i compten els conceptes duals d'espai i temps". L'illa és centre del culte cargo Jon Frum i també del cult a Yaohnanen que adora al Príncep Felip, duc d'Edimburg.
Es parlen cinc llengües a Tanna: Tanna septentrional al nord-eost, Lénakel al centre-oest vora Lénakel, Tanna sud-occidental al sud-oest, Whitesands al nord-est vora Whitesands, i Kwamera al sud-est. Totes elles estan agrupades com a família de Llengües Tanna, unsubgrup de les Llengües de Vanuatu Meridional, de la branca de les Llengües Austronèsiques. Segons Ethnologue, cadascuna té uns milers de parlants, i Lénakel, amb 6,500 parlants, és una de les llengües de Vanuatu amb més parlants. Molta gent de Tanna també parla bislama, una de les tres llengües oficials de Vanuatu (en anglès i francès).
L'illa és una de les més fèrtils de Vanuatu i produeix kava, cafè, coco, copra, i altres fruites. Recentment, el turisme ha esdevingut més importants, gràcies al volcà i a la cultura tradicional. Per tal de preservar la cultura tradicional com a atracció, només s'hi permeten guies locals. Hi ha un aeroport a White Grass a la costa occidental.

## Història
L'illa fou habitada per primer cop el 400 aC per melanèsics procedents de les illes dels voltants. Les llums brillants del Mount Yasur van atraure James Cook, el primer europeu que arribà a l'illa l'agost de 1774, on hi fundà Port Resolution, una vila a l'extrem orienta lde l'illa, que va rebre aquest nom pel vaixell HMS Resolution. Va donar a i’illa el nom de Tanna, probablement pel nom local per a la terra, muk-tana. En el segle xix hi arribaren comerciants i missioners (principalment presbiterians), però el manteniment de les velles tradicions era més fort que a les altres illes; es convertiren molt pocs al cristianisme en comparació amb les altres illes de Vanuatu. L'illa esdevingué famosa a Europe associada canibalisme i risc per als missioners. No fou un dels principals centres durant la Segona Guerra Mundial, però uns 1,000 nadius de Tanna foren reclutats per a treballar en la base militar nord-americana d'Éfaté. Aquesta exposició els va deixar com a herència els cultes cargo. Molts han desaparegut, però el de John Frum encara és fort a Tanna avui.
A començaments dels 1970 aparegué un moviment secessionista, de manera que el 24 de març de 1974 es proclamà la Nació de Tanna. Mentre que els britànics eren més oberts a concedir la independència a Vanuatu, els colonialistes francesos s'hi oposaven, de manera que fou suprimida per les autoritats del Condomini Anglo-Francès el 29 de juny de 1974. El 1980 es produí un altre intent de secessió amb la declaració de la Nació Tafea l'1 de gener de 1980, nom que prové de les inicials de les cinc illes que formaven part de la nació. Les tropes britàniques van intervenir el 26 de maig de 1980 i l'illa esdevingué part del nou estat de Vanuatu el 30 de juliol de 1980.